# UB-4号潜艇
陛下之UB-4号艇是德意志帝国海军于第一次世界大战期间建造的UB-I型近岸作战潜艇或称U艇的四号艇。它由基尔的日耳曼尼亚船厂承建，自1914年11月3日开始铺设龙骨。其全长略大于28米，水面及水下排水量分别为127吨和142吨，艇载武器除两具450毫米的艇艏鱼雷发射管外，还有一挺安装在甲板上的机枪。完工后的艇体被拆解成若干部分并通过铁路运输至安特卫普进行重新组装。它于1915年3月下水并以UB-4号之名交付使用。
UB-4号于1915年4月主导了佛兰德潜艇区舰队的首次出击，并取得该区舰队的首个战功——击沉了比利时救济船哈耳帕吕刻号。从4月中旬至8月中旬，它又再相继击沉了三艘船。8月15日，UB-4号在伪装成平底渔船的英国海军Q船因弗里昂号附近浮出水面，遭后者的火炮所击沉。艇内14名官兵全数阵亡。

## 设计及建造
在第一次世界大战初期，随着德意志帝国陆军沿北海海岸快速推进，比利时佛兰德沿岸的安特卫普、泽布吕赫和奥斯坦德等港口相继落入德国人手中，这大大方便了德军潜艇遣出英吉利海峡的作战行动。然而，帝国海军当时却缺乏适合在佛兰德周边狭窄的浅海中行动的U艇。为此，1914年8月中旬开始设计的“34号工程”催生出了UB-I型潜艇，这是一种可以通过铁路运输发往作战港口并能够迅速组装的小型近岸潜艇。为满足铁路限界的要求，UB-I型的设计需要艇长在28米左右，排水量约125吨，并装备两具鱼雷发射管。UB-4号是由国家海军办公室作为首批八艘UB-I型潜艇（UB-1至UB-8号）的一部分，于1914年10月15日向基尔日耳曼尼亚船厂订购，此时距离该艇型的设计启动尚不足两个月。
UB-4号自1914年11月3日开始在日耳曼尼亚船厂铺设龙骨。竣工时，UB-4号的全长为28.10米，舷宽3.15米，有3.03米的吃水深度。它搭载有一台功率为45千瓦特（60匹軸馬力）的戴姆勒四缸四冲程柴油发动机用于水面运行，以及一台89千瓦特（119匹軸馬力）的西门子-舒克特电动发电机用于水下航行；两者都与一副单螺旋桨轴相连，可分别提供最高6.47節（11.98每小時）的水面航速和最高5.51節（10.20每小時）的水下航速。在更匀速的状态下，它可以连续在水面航行1,650海里（3,060）而无需加油，或连续在水下航行45海里（83）而无需充电。与同型的所有姊妹艇一样，UB-4号的潜航深度为50米，可以在33秒内完全潜入水中。
在武器装备方面，UB-4号内置有两具450毫米的艇艏鱼雷发射管，可装载2枚C/03型鱼雷，舰桥前部的甲板上则设有一挺可拆卸的8毫米机枪。其标准船员编制为1名军官加13名水兵。
在日耳曼尼亚船厂的建造完成后，UB-4号已准备好用于铁路运输。铁运的过程包括将潜艇拆解成一个实质上的散装套件。每艘艇被分成大约15块，其中艇体分解为三部分装在平板车上，舰桥、蓄电池和上层建筑中的相关设备装入另外五节车厢中。1915年初，UB-4号的部件被运到安特卫普的霍博肯进行组装，通常需要耗时两至三周。当至1915年3月完成组装并下水后，该艇再被装入浮箱由两艘驳船拖曳，用时五天半沿斯海尔德河西下、并穿过根特－布鲁日运河送抵泽布吕赫的作战港口进行海试。。

## 服役历史
1915年3月23日，UB-4号在首次担任U艇艇长、时年29岁的海军中尉卡尔·格罗斯的指挥下正式入役。该艇很快便与其它UB-1型潜艇集结，于3月29日组成佛兰德区舰队。当UB-4号入列时，德国正处于自2月发动的第一轮潜艇攻势之中。在这场战役期间，所有出现在德国划定的战区内的敌方舰船都将被击沉，该战区涵括了英国周边的所有水域（含英吉利海峡）。中立国的船舶则不得受到攻击，除非它们确实能被认出是悬挂假旗航行的敌对船舶。
1915年4月9日，UB-4号领衔了新区舰队的行动，展开第一次巡逻。翌日，它便为佛兰德区舰队取得首个战功。受害者是一艘载重5940总吨、悬挂英国船旗的货轮哈耳帕吕刻号（Harpalyce），它由比利时救济委员会租用，当时在将救济物资运送到鹿特丹后，正空舱驶往美国弗吉尼亚州的诺福克。UB-4号在哈维奇和荷兰角港之间的海域遇到这艘轮船，并驶近至100碼（91）以内。尽管后者持有德国的安全通行许可，在其一侧标有“比利时救济”字样，并悬挂着写有同样措辞的白旗，格罗斯还是在没有警告的情况下发射鱼雷击毁了这艘船。哈耳帕吕刻号在大约五分钟内沉没，未及投放任何救生艇。其幸存者分别由荷兰轮船康斯坦茨号（Constance）和美国轮船红宝石号（Ruby）救起。时任救济委员会主席的赫伯特·胡佛发表报告称，该组织的包船在鹿特丹交付货物后便遭到终结，但他表示不相信这艘船是鱼雷袭击的受害者，因为参与救济工作的船只“不会受到骚扰”是得到“明确保证”的。哈耳帕吕刻号的船长和44名船员中的14人在袭击中丧生。哈耳帕吕刻号也是UB-4号在服役生涯中击沉的最大一艘船。
继哈耳帕吕刻号之后，UB-4号又击沉了注册总吨位为2989吨的希腊货轮埃利斯庞托斯号（Ellispontos）。后者是4月17日在从阿姆斯特丹前往蒙得维的亚的途中被格罗斯率艇摧毁。但此次袭击是一个意外，因为埃利斯庞托斯号在航行时没有悬挂任何旗帜或标识。德国政府甚至为此支付了损失赔偿。在接下来的5月和6月，尽管德国U艇每月都击沉了逾10万吨的船舶，但UB-4号并未对此作出任何贡献。直至7月29日击沉比利时煤船玛丽·约瑟公主号（Princesse Marie Jose）之后，该艇才在当月总计98000吨的记录中增添了一笔。这艘容积总吨为1954吨轮船当时正从邓斯顿启航前往波尔多，但在哈维奇附近希普沃斯灯船以东约1.5海里（2.8）处沉没。

### 沉没
1915年8月14日，容积总吨为59吨重的英国平底渔船善意号（Bona Fide）在洛斯托夫特东北偏东约35海里（65）处遭一艘U艇截停、登船并使用炸药凿沉。有资料表明，这次袭击很可能是UB-4号所为，因为它当时正在该地区执行第14次巡逻任务。无论攻击者的身份如何，UB-4号在第二天确实接近了附近的一群平底渔船，但艇长格罗斯没有意识到，其中一艘渔船实际上是一艘英国诱饵船。
这艘诱饵船或称Q船便是隶属英国皇家海军的因弗里昂号武装平底帆船，装备有一门隐藏的霍奇基斯3磅炮。当晚20:20左右，UB-4号在雾霾中驶近至距离因弗里昂号30碼（27）的范围内，格罗斯在司令塔上用德语向因弗里昂号的船员大声发出命令。在等到合适的时机后，因弗里昂号的船长、海军准尉欧内斯特·吉安指示升起白船旗，并下达开火指令。3磅炮的子弹连续三发命中，其中第一、第三发击中司令塔，第二发则摧毁了舰桥后部，并将格罗斯炸入水中。无人掌舵的UB-4号漂到因弗里昂号船艉处，当明确目标后，3磅炮又向潜艇的艇身近距离施射六发，其中四发命中。与此同时，因弗里昂号船员的轻型武器也不断向UB-4号开火。潜艇开始从艇艏向下沉，并几乎以垂直的方式消失在水面下。因弗里昂号的一名船员曾试图从UB-4号艇中救出一名船员，但在潜艇完全沉没之前都无法接触到对方，只得与其他13名官兵一同阵亡。
当UB-4号沉没时，其废艇体被因弗里昂号的拖网所缠住——这原是为了保持真实渔船的外观而铺撒的渔网，却大致将因弗里昂号锚定在了特定的位置。Q船的船员们没有在船上安装无线电装置，他们将交战的消息转告至另一艘平底渔船，并于翌日上午放飞信鸽，请求指示如何处理UB-4号。打捞受困潜艇的想法遭到否决，于是因弗里昂号切断了拖网，UB-4号就此沉入海底。其残骸大致位于52°43′N 2°18′E / 52.717°N 2.300°E处。因弗里昂号的船长吉安因击沉UB-4号而被授予杰出服务十字勋章，其船员们则分享了由英国海军部发放的潜艇赏金。

## 袭击历史摘要
| 日期          | 船名            | 船籍   | 吨位  | 结局 |
| ------------- | --------------- | ------ | ----- | ---- |
| 1915年4月10日 | 哈耳帕吕刻号    | 英国   | 5940  | 击沉 |
| 1915年4月17日 | 埃利斯庞托斯号  | 希腊   | 2989  | 击沉 |
| 1915年7月29日 | 玛丽·约瑟公主号 | 比利时 | 1954  | 击沉 |
| 1915年8月14日 | 善意号          | 英国   | 59    | 击沉 |
|               |                 | 总计： | 10942 |      |

## 脚注
1. 1 2 3 4 5 6 7 8  Helgason, Guðmundur. . German and Austrian U-boats of World War I - Kaiserliche Marine - Uboat.net.   [2009-02-19].
2. 1 2  Tarrant，第172頁.
3. 1 2  . 美丽华船舶索引.   [2009-03-05].
4. 1 2 3  Messimer，第129頁.
5. ↑  Gröner 1991，第22-23頁.
6. 1 2  Gardiner，第180頁.
7. 1 2  Helgason, Guðmundur. . German and Austrian U-boats of World War I - Kaiserliche Marine - Uboat.net.   [2021-02-10].
8. 1 2 3  Miller，第46–47頁.
9. ↑  Karau，第48頁.
10. 1 2 3  陈进，第45頁.
11. ↑  Miller，第458頁.
12. ↑  Williamson，第12頁.
13. ↑  Messimer，第7頁.
14. 1 2  Karau，第49頁.
15. ↑  Helgason, Guðmundur. . German and Austrian U-boats of World War I - Kaiserliche Marine - Uboat.net.   [2009-03-05].
16. ↑  Tarrant，第14頁.
17. ↑  Helgason, Guðmundur. . German and Austrian U-boats of World War I - Kaiserliche Marine - Uboat.net.   [2009-03-05].
18. 1 2 3 4 5 6  Perkins.
19. 1 2 3   (PDF). The New York Times. 1915-04-12  [2009-03-05]. （原始内容存档 (PDF)于2022-01-29）.
20. 1 2 3  Helgason, Guðmundur. . German and Austrian U-boats of World War I - Kaiserliche Marine - Uboat.net.   [2009-03-05].
21. ↑  Helgason, Guðmundur. . German and Austrian U-boats of World War I - Kaiserliche Marine - Uboat.net.   [2009-03-05].
22. ↑  Bendert，第13, 30, 41頁.
23. ↑  Tarrant，第18頁.
24. 1 2  Tarrant，第21頁.
25. ↑  Helgason, Guðmundur. . German and Austrian U-boats of World War I - Kaiserliche Marine - Uboat.net.   [2009-03-05].
26. ↑  . World War 1 at Sea. Naval-History.net. 2009-01-09  [2009-03-05]. （原始内容存档于2021-06-12）.
27. ↑  Helgason, Guðmundur. . German and Austrian U-boats of World War I - Kaiserliche Marine - Uboat.net.   [2009-03-05].
28. ↑  Gibson & Prendergast，第50–51頁.
29. ↑  Messimer，第158, 170, 222頁.